# Gnathonaroides pedalis
Genre
Espèce
Synonymes
- Araeoncus pedalis Emerton, 1923

Gnathonaroides pedalis, unique représentant du genre Gnathonaroides, est une espèce d'araignées aranéomorphes de la famille des Linyphiidae.

## Distribution
Cette espèce se rencontre aux États-Unis au Maine, dans l'État de New York, et au Wisconsin et au Canada en Alberta, en Saskatchewan, au Manitoba, en Ontario, au Québec, Nouveau-Brunswick, Nouvelle-Écosse et à Terre-Neuve,.

## Publications originales
- Emerton, 1923 : New spiders from canada and the adjoining states, No. 3. Canadian Entomologist, vol. 55, no 10, p. 238-243.
- Bishop & Crosby, 1938 : Studies in Ameran spiders: Miscellaneous genera of Erigoneae, Part II. Journal of the New York Entomological Society, vol. 46, p. 55-107.